# Shin-hanga
Shin-hanga (新版画, lit. "novos impressos") foi um movimento artístico japonês do começo do século XX. Desenvolveu-se durante os períodos Taishō e Shōwa e revitalizou a tradicional forma artística ukiyo-e, que havia entrado em declínio nos períodos Edo e Meiji (séculos XVII e XIX). Ele manteve o sistema colaborativo do ukiyo-e (hanmoto), no qual artista, talhador, impressor e publicador dividiam-se na produção dos trabalhos, em oposição ao movimento sōsaku-hanga, que advogava pelo individualismo de desenho (jiga), talhamento (jikoku) e impressão (jizuri).

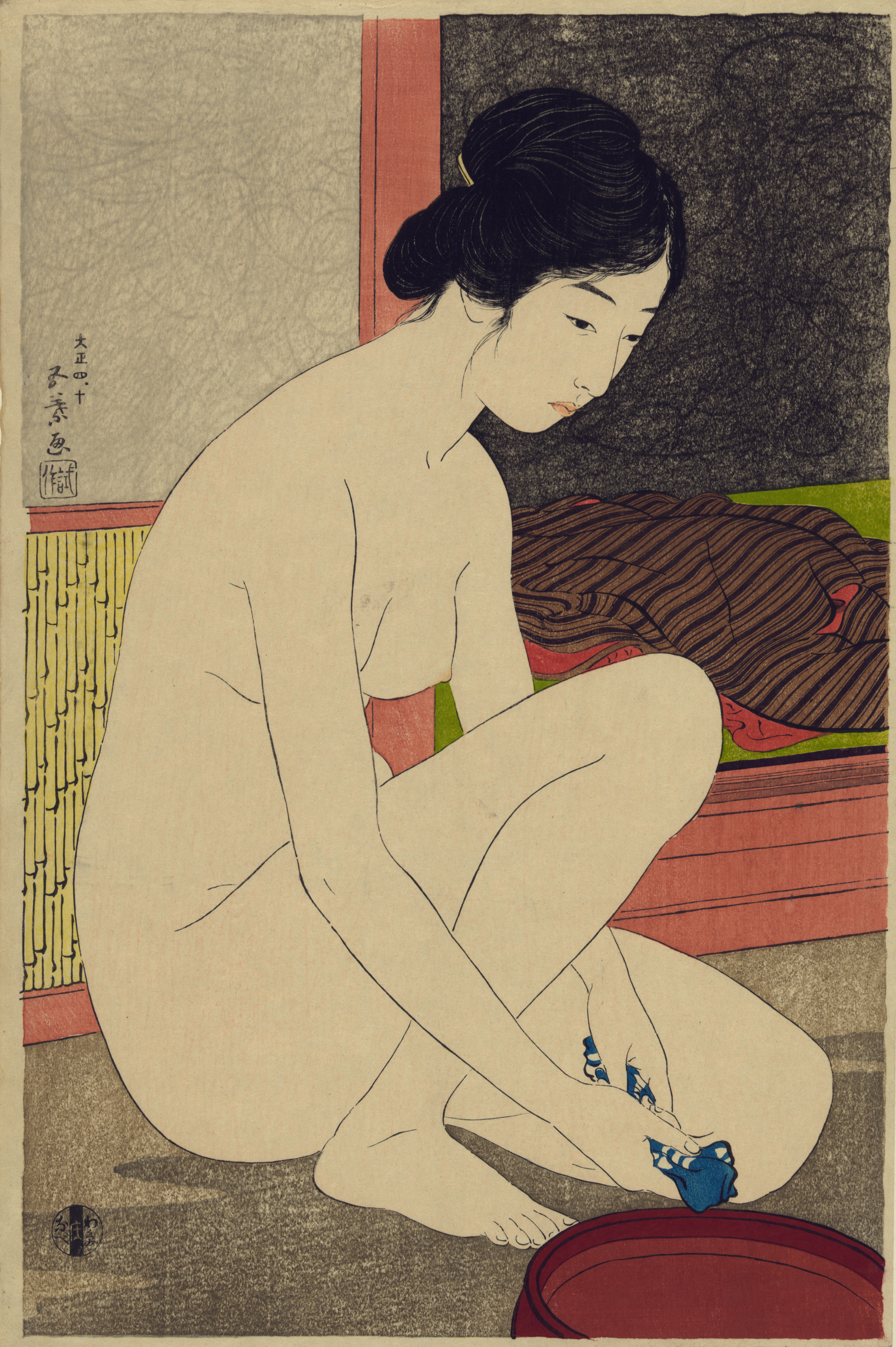
Mulher no banho, por Goyō Hashiguchi (1915).

O movimento floresceu por volta de 1915 e 1942, tendo declinado em 1946 e ao longo da década de 1950. Inspirados no impressionismo europeu, os artistas incorporavam elementos, efeitos e técnicas do mundo ocidental, como iluminação ou demonstração de sentimentos por meio de expressões faciais, mas focavam em temáticas japonesas tradicionais, como paisagens (fukeiga), lugares famosos (meishō), beleza feminina (bijin-ga), atores de kabuki (yakusha-e), e fauna e flora (kachōga).